# Административное деление Ярославля

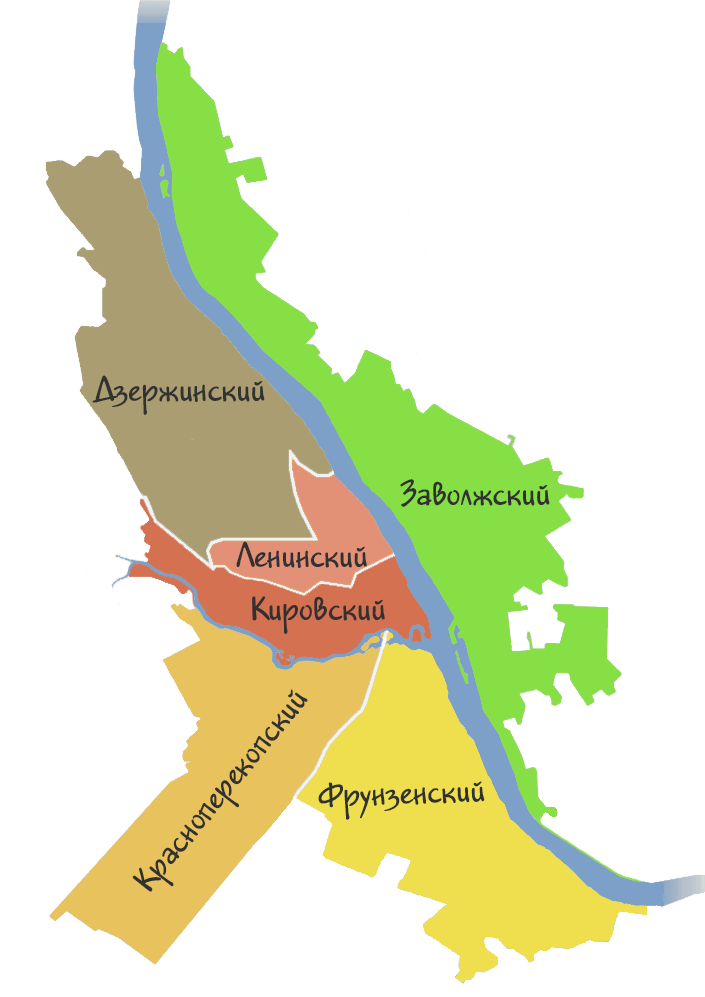
Административные районы Ярославля

Ярославль в рамках административно-территориального устройства области является городом областного значения; в рамках муниципального устройства он образует муниципальное образование город Ярославль со статусом городского округа с единственным населённым пунктом в его составе и разделён на 6 территориальных районов, границы которых совпадают с 6 городскими районами — административно-территориальными единицами Ярославской области.
Городские районы не являются муниципальными образованиями. Управление в пределах каждого из районов осуществляется территориальной администрацией, во главе которой находится глава администрации.
С 2015 года управление Красноперекопским и Фрунзенским районами Ярославля осуществляется единой администрацией. С января 2016 года Ленинский и Кировский районы также управляются единой администрацией.

## Административные районы
| № | Район             | Площадь | Население | Код ОКАТО  |
| - | ----------------- | ------- | --------- | ---------- |
| 1 | Дзержинский       | 43,00   | ↘162 847  | 78 401 362 |
| 2 | Заволжский        | 64,40   | ↘115 573  | 78 401 364 |
| 3 | Кировский         | 14,07   | ↘49 576   | 78 401 368 |
| 4 | Красноперекопский | 36,40   | ↘61 774   | 78 401 373 |
| 5 | Ленинский         | 10,15   | ↘58 021   | 78 401 380 |
| 6 | Фрунзенский       | 36,40   | ↘129 488  | 78 401 387 |

## Районы и посёлки в составе административных районов
| Дзержинский район - Брагино - 2-е Брагино - Иваньково - Мостострой - Норское - Осташинское - Павловский - Парижская Коммуна - Пашуково - Пятовское - Редковицыно - Скобыкино - Фрольцево | Заволжский район - пос. Агрокомбината - Бакуниха - Борки - Вакарево - Воздвиженье - Волгострой - Гагаринская Слобода - Долматово - Дудкино - Жерепково - пос. Завода 50 - Заволжский жилой район - Заостровка - Косая Гора - Куксенки - Ляпино - пос. Маяковского - Медведево | - Мологино - Насыриха - Нижний пос. - Очапки - Парково - Першино - Резинотехника - Рогово - Сергейцево - Смоленское - Средний пос. - Тверицы - Толга - Трофимково - Филино - Шевелюха - Яковлевское | Кировский район - Всполье - Земляной город - Кармановский Красноперекопский район - Бутырки - Донская слобода - Забелицы - Нефтестрой - Новодуховское - Новые Полянки - Починки - пос. Силикатного завода - Творогово - Толчково Ленинский район - Загородный Сад - Пятёрка | Фрунзенский район - Великий - Дядьково - Коровники - Кресты - Куйбышевский - Липовая Гора - Малково - Мирный - Нефтебаза - Новосёлки - Октябрьский - Прибрежный - Сокол - Сокол-2 - Суворовский - Суздалка - Тропино - Тугова Гора - Ямская Слобода |

## История
15 марта 1936 году постановлением пленума Ярославского горсовета в Ярославле были образованы 3 района: Сталинский, Кировский и Красноперекопский.
4 декабря 1937 года из части территории Сталинского района был выделен Резинокомбинатский район, из части территории Кировского — Заволжский район, из части территории Красноперекопского — Кагановичский район.
25 января 1944 года на присоединённых к городу территориях образован Красноперевальский район.
10 августа 1944 года из части территории Кагановичского выделен Приволжский район.
23 августа 1948 Резинокомбинатский, Красноперевальский и Приволжский районы ликвидированы, территории Резинокомбинатского и Красноперевальского включены в состав Сталинского, территория Приволжского — в состав Кагановичского района.
В 1953 году ликвидирован Кагановичский район, территория включена в состав Красноперекопского.
4 ноября 1961 года Сталинский район переименован в Ленинский.
21 февраля 1975 года за счёт части территории Красноперекопского района выделен Фрунзенский район.
29 ноября 1979 года за счёт части территории Ленинского района выделен Дзержинский район.